# نقطة مقابلة قطريا

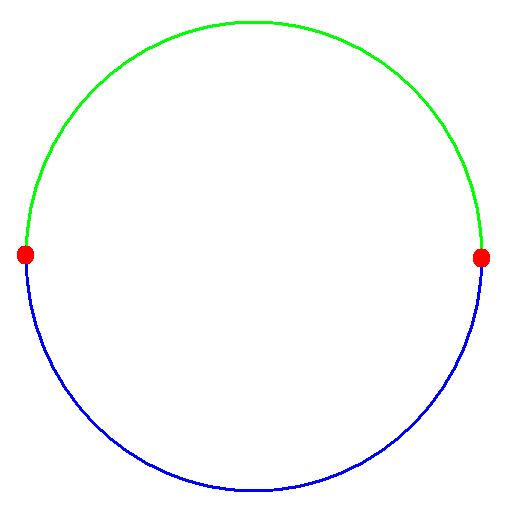
تبعد النقطتان المتقابلتان في الدائرة عن بعضهما مسافة 180 درجة.

في الرياضيات، يشير مصطلح النقطة المقابلة قطريًا إلى أية نقطة موجودة على سطح الكرة إلى النقطة المقابلة لمثيلاتها في الجهة الأخرى من الكرة المارة عبر القطر - بحيث إذا رُسِّم خط من هذه النقطة إلى النقطة المقابلة لها يمر الخط عبر مركز الكرة ويتكوّن قطر حقيقي، ويقال عن تلك النقطتين أنهما متقابلتان أو متقابلتان قطريًا أو طرفيتان متقابلتان قطريًا أو متقاطرتان.
ويُطَبَّق هذا المصطلح على النقاط المقابلة الموجودة على أي كرة نونية الأبعاد بما فيها الدائرة.
في بعض الأحيان، يُطلق على النقطة المقابلة لفظ النقيض، وهو قياس خاطئ على اللفظ الدخيل اليوناني antipodes، والذي يعني في الأصل «عكس القدمين».

## المبرهنة
في علم الرياضيات، يتوسع مفهوم النقاط المتقابلة قطريًا ليشمل الكرات ذات أي بعد: فيُطلق على نقطتين موجودتين على سطح الكرة بأنهما نقطتان متقاطرتان إذا كانت إحداهما مواجهة للأخرى عبر مركز الكرة; فعلى سبيل المثال، فلنعتبر أن النقطة التي تتوسط الكرة هي المركز، بالتالي تشير النقاط المقابلة قطريًا إلى النقاط التي تمر عبرها المتجهات ذات الصلة v وv-. على سطح الدائرة، يُطلق على مثل هذه النقاط كذلك النقاط الموجودة على الجهة المقابلة من القطر. وبعبارة أخرى، كل خط يمر عبر المركز يقطع الكرة إلى نقطتين، تمثل كل نقطة من النقطتين شعاع يخرج من المركز، وبهذا يُطلق على هاتين النقطتين نقطتان متقابلتان.
تعتبر مبرهنة بورسوك - أولام إحدى نتائج الطوبولوجيا الجبرية التي تتناول مثل هذه الأزواج من النقاط. وتنص هذه المبرهنة على أنه في أي دالة مستمرة من الكرة Sn إلى الكرة Rn تُرْسَم بعض أزواج النقاط المتقابلة في الكرة Sn إلى نفس موقع النقطة في الكرة Rn. وهنا يشير، Sn إلى كرة ذات بعد n-موجودة في الفضاء ذي البعد (n+1)-(وبالتالي يُرْمَز إلى الكرة «العادية» بـ S2 ويُرْمَز إلى الدائرة بـ S1).
وترسل تطبيق التقابل القطري A : Sn → Sn، الذي يُحَدَّدُ بـ A(x) = -x، كل نقطة موجودة على الكرة إلى النقطة المقابلة قطريًا التي تمثلها. تُطْلَق صفة مثلية التوضع على التطبيق المحايد إذا كانت n عددًا فرديًا، وكانت الدرجة تساوي (-1)n+1.
إذا أردنا دراسة النقاط المتقابلة قطريًا على النحو المحدد، فيلزم أن يتعرض كذلك للفضاء الإسقاطي (انظر أيضًا فضاء هيلبرت الإسقاطي، حيث ستجد هذه الفكرة مطبقة في ميكانيكا الكم).

## زوج من النقاط المقابلة على مضلع محدب
يرمز زوج النقاط المقابلة لمضلع محدب إلى زوج يتكون من نقطتين يمر من خلالهما خطان متوازيان لا نهائيان ويعمل هذان الخطان كممسات لكلتا النقطتين المتقابلتين دون قطع أي خط آخر للمضلع المحدب.

## راجع أيضا
- متناظر جغرافيا